# Житлово-комунальне господарство Києва
Житлово-комунальне господарство Києва

## Житловий фонд міста
Житловий фонд міста Київ складається з 10,5 тис. житлових будинків (10,35 тис. будинків загальною площею 64,9 млн м², а також 22,95 тис. жилих будинків приватного сектору площею 2,4 млн м²), які у переважній більшості знаходяться у незадовільному технічному стані, спостерігається його старіння. Близько 2500 будинків-споруджені до 1941 року.
Забезпеченість населення житлом у розрахунку на одну особу залишається на відносно низькому рівні — 20,3 м². За цим показником Київ поступається більшості європейських столиць (для порівняння — в Берліні — понад 38, Римі — 35, Мадриді — 30 м²).
Для досягнення на перспективу до 2015 року мінімального соціального стандарту розвинутих країн (25 м²) необхідне зростання обсягів житлового будівництва на рівні не менше 10 % на рік, а також здешевлення вартості житла, оскільки сьогодні воно є практично недоступним для осіб із середнім рівнем доходів, особливо молодих сімей. Нині можливості виконання цих цілей обмежують:
- складність і тривалість процедури отримання дозвільних документів на будівництво;
- недостатня ефективність фінансово-кредитних механізмів залучення коштів населення та довготермінових банківських кредитів, недосконалість системи гарантій, страхування інвестицій та захисту прав інвесторів;
- повільні темпи модернізації матеріально-технічної бази будівельних організацій і технологій будівництва, що зумовлює його надмірну ресурсоємність;
- неврегульованість діяльності на ринку нерухомості численних посередницьких структур.

## Утримання житлового фонду
В системі утримання житлового фонду міста Києва на сьогодні зберігається монополія житлово-експлуатаційних організацій комунальної власності.
Експлуатацію й утримання житлового фонду здійснюють:
- 133 житлово-експлуатаційні організації, у тому числі 99 приватних;
- із 258 будинків об'єднань співвласників багатоквартирних будинків 235 будинків перебувають на самообслуговуванні;
- з 929 будинків житлово-будівельних кооперативів 611 будинків утримуються власними силами правлінь цих кооперативів;
- 250 інвестиційних жилих будинки обслуговують 43 житлово-експлуатаційні організації різних форм власності.

Станом на 01.03.2010 у м. Києві налічується 498 ОСББ (в 2009-му році створено 32 об'єднання).
При цьому, частка створених ОСББ на загальний житловий фонд м. Києва (10 502 житлових будинки) становить 4,71 %.
В місті спостерігається надзвичайно низька активність щодо створення об'єднань співвласників багатоквартирних будинків, це пов'язано, зокрема, з відсутністю на рівні міста бажання активізацію процесу створення ОСББ в столиці, залучення мешканців будинків до утримання житлового фонду.

## Ліфтове господарство
У житлових будинках всіх форм власності міста знаходиться 19453 ліфта, з них від 20 до 25 років експлуатації — 3570 або 18,4 %, більше 25 років експлуатації — 6421 або 33,0 %.
Існуючий ліфтовий парк в житловому фонді м. Києва значно зносився, і з кожним роком кількість ліфтів, які відпрацювали свій термін експлуатації збільшується майже на 1000 одиниць.

## Водопровідні мережі
Централізований водопровід діє з 1872 року.
1070 км з 4117 км (або 26 %) водопровідних мереж столиці є такими, що вичерпали свій термін експлуатації, повністю амортизовані, у тому числі з яких 873 км (або 21 %) знаходяться у аварійному стані і потребують термінової заміни.

## Каналізаційні мережі
Каналізація діє з 1894 року.
З 2604,5 км існуючих каналізаційних мереж, 1000 км (або 39 %)вичерпали свій амортизаційний термін експлуатації. Близько 33,7 % мереж (879,1 км) знаходяться в аварійному стані і потребують термінової перекладки. Досі експлуатуються каналізаційні мережі, побудовані до 1917 року, які потребують негайної перекладки та заміни.
Щорічно в місті відбувається до 20 тис. аварій каналізаційних мереж.
У аварійному стані знаходяться колектори, збудовані в 1950—1980 роках, які отримали значні пошкодження та також потребують негайного ремонту. Через процеси корозійного характеру в аварійному стані знаходиться Головний міський каналізаційний колектор (нормативний строк використання закінчився в 1992 році), його подальша експлуатація може призвести до виникнення надзвичайних ситуацій загальнодержавного масштабу в разі аварійного скиду великої кількості неочищених каналізаційних стоків в акваторію р. Дніпро.
Негайної модернізації потребують Дніпровська та Деснянська водопровідні станції, господарство яких має значний амортизаційний знос та застаріле обладнання.
Найактуальнішою проблемою водопровідно-каналізаційного господарства міста залишається жахливий стан Бортницької станції аерації, очисні споруди якої відпрацювали свій експлуатаційний термін. Бортницька станція аерації є єдиною системою очисних споруд стічних каналізаційних вод міста Києва і де проходять очистку побутові стічні води та стоки промислових підприємств.
Мулові поля Бортницької станції повністю заповнені мулом, а це понад 8 млн м³, що майже втричі перекриває проектну потужність полів.

## Електростанції та електромережі
Встановлена електрична потужність електростанцій:
- ТЕЦ-5 Київенерго — 700 МВт;
- ТЕЦ-6 Київенерго — 500 МВт.

Загальна довжина кабельних ліній електропередавання 0,4-110 кВ 9,6 тис. км, повітряних ліній — 1,6 тис. км.
Трансформація та керування енергоподаванням здійснюється на 60 підстанціях 35-110 кВ сумарною потужністю 3634,4 МВА та на 3141 трансформаторній підстанції 6-10/0,4 кВ сумарною потужністю 2195,9 МВА.
Понад 25 % кабельних ліній відпрацювали 30 років і більше, 41 % трансформаторних підстанцій експлуатуються більше 25 років, що спричиняє зростання втрат електроенергії (2000 рік — 9,8 %, 2007 рік — 15,6 %).
Щороку максимальне електричне навантаження споживачів зростає на 5 — 6 %. В окремих районах столиці склався дефіцит потужностей через брак джерел живлення (зокрема, в центрі, лівобережжі, районах Подолу, Воскресенки).

## Електропостачання
Споживання електричної енергії в м. Києві у 2006 році досягло 7,2 млрд кВтг, що становило 5,0 % від загального споживання електроенергії в Україні. Цей показник був досягнутий за рахунок власного виробництва на ТЕЦ (52,0 %) та мереж зовнішнього електропостачання міста (48,0 %).
У пікові години електроспоживання в м. Києві досягає нормативної величини потужності трансформаторних підстанцій 110 кВ і становить 1700 Мвт.

## Теплові джерела та тепломережі
Встановлена теплофікаційна потужність
- ТЕЦ-5 — 1874 Гкал/год
- ТЕЦ-6 — 1740 Гкал/год
- Теплових мереж — 3106 Гкал/год
- Житлотеплоенерго — 1757 Гкал/год
- Заводу «Енергія» — 104 Гкал/год.

Розподіл та транспортування тепла до споживачів здійснюється мережею теплопроводів, загальна довжина яких становить 4,4 тис. км. Необхідний гідравлічний режим роботи забезпечують 19 підкачувальних насосних станцій. На балансі та обслуговуванні компанії Київенерго перебувають понад 2 тис. теплопунктів.
Потребують відновлення і модернізації 49 % магістральних теплових мереж, 43 % теплових розподільчих мереж, 68 % обладнання теплових пунктів; унаслідок незадовільної теплоізоляції в магістральних теплопроводах втрачається 16 % загальної величини відпуску теплоенергії, суттєвими є економічні збитки від частих аварій та значних обсягів ремонтних робіт.
Вичерпано резерви теплопостачання новобудов у центральній частині Києва, районах житлових масивів Позняки, Осокорки, Оболонь, Відрадний, Нивки, Лівобережний.

## Теплопостачання
Теплове навантаження джерел Київенерго у 2006 році становило 6941,6 Гкал/год.
З 1995 року перекладено понад 660 км теплових мереж в однотрубному вимірюванні.
Наявні теплові мережі вичерпали резерви пропускної здатності та не в змозі забезпечити підключення додаткових навантажень новобудов.

## Збір, вивезення, утилізація, знищення, переробка та захоронення твердих та рідких відходів
Діючі потужності міста дозволяють переробити лише п'яту частину побутових відходів Києва.
Комунальне підприємство «Київкомунсервіс» є основним підприємством, що забезпечує вивезення твердих побутових відходів у місті Києві.
Станом на вересень 2022 щоденно на зміні залучені майже 850 працівників і курсують близько 150 сміттєвозів (включаючи підрядні компанії). Щодня автомобілями «Київкомунсервісу» та підрядниками вивозиться понад 7 тис. кубометрів або близько 1200—1300 тонн побутових відходів у Києві. Це — аналогічно 45 вантажним залізничним вагонам.

## Парки, сквери
В центрі міста Києва знаходяться парки-заповідники садово-паркового мистецтва місцевого та загальнодержавного значення, такі як: Хрещатий парк, Міський сад та Маріїнський парк де знаходяться значна кількість пам'ятників і інших визначних місць де з нагоди урочистостей здійснюється покладання квітів керівниками держави, міста та урядовими делегаціями.
- Гідропарк
- Маріїнський парк
- Парк «Київ в мініатюрі»
- Парк Нивки
- Парк Перемоги
- Парк Слави
- Парк Шевченка
- Печерський ландшафтний парк
- Співоче поле
- Сирецький дендрологічний парк

## Цвинтарі
У столиці — 29 цвинтарів, з яких лише одне кладовище — Північне — відкрите для масових поховань, інші — напівзакриті.
На столичних цвинтарях брак місць. Створення нових кладовищ потребує щонайменше 120 гектарів землі.
Понад третину померлих киян спалюють в крематорії та ховають в колумбарії.

## Програми модернізації та розвитку ЖКГ
В Києві діють:
- Програма заміни та модернізації ліфтів в житловому фонді м. Києва на період 2006—2010 рр.
- Програма розвитку та реконструкції водопровідного господарства м. Києва на 2004—2010 роки
- Програма ремонту, реконструкції та розвитку каналізаційного господарства м. Києва на період 2006—2010 роки

Київською міською владою досі й не затверджено місцеву програму «Питна вода», розроблення та затвердження якої передбачено Законом України «Про питне водопостачання», та Програма поводження з твердими побутовими відходами відповідно до Постанови Кабінету Міністрів України від 04.03.04 № 265

## Основні завдання та заходи

### Водопостачання та водовідведення
- будівництво другої (дублюючої) нитки Головного міського каналізаційного колектора, що дозволить провести ремонтно-відновлювальні роботи на нині діючому колекторі, забезпечить надійне відведення стоків всієї правобережної частини міста;

- будівництво Південно-Західного каналізаційного колектора. Забезпечить водовідведення існуючої та перспективної забудови південно-західної частини м. Києва та приміської зони;

- реконструкція Деснянської та Дніпровської водопровідних станцій ;

- підвищення якості водопідготовки за рахунок використання високоефективних реагентів, коагулянтів, катіонних і аніонних флокулянтів, фільтрувальних матеріалів і сорбентів;

- реалізація Схеми раціонального розміщення бюветних комплексів на території адміністративних районів міста для забезпечення киян якісною природно чистою водою (на перспективу передбачається будівництво бюветів з розрахунку 1 бювет на 20 тис. жителів із радіусом обслуговування 500 метрів, а в межах малоповерхової приватної забудови — 1 бювет на 5 тис. жителів із радіусом обслуговування 800 метрів);

- обладнання дитячих дошкільних закладів, навчальних закладів і лікарень системами доочистки питної водогінної води;

- встановлення квартирних і домових лічильників обсягів водоспоживання і втрат води;

- здійснення організаційних заходів щодо попередження виникнення аварій і надзвичайних ситуацій, підтримання в робочому стані обладнання, технічних засобів і оснащення, необхідних для їх ліквідації.

### Енергопостачання
- добудова енергоблока N 3 ТЕЦ-6 АЕК «Київенерго»;

- будівництво, реконструкція та ремонт електромереж міста згідно зі Схемою розвитку електричних мереж 35 Кв і вище м. Києва на період до 2020 року, зокрема, будівництво ПС 110/10 кВ «Ватутинська» з КЛ 110 кВ «Деснянська-Ватутинська» та ПС 110/10 кВ Європейська з КЛ 110 кВ «ТЕЦ-5 — Європейська»;

- зменшення технологічних втрат при транспортуванні теплоенергії шляхом застосування в магістральних і розподільчих тепломережах сучасних видів теплоізоляції, ремонту та реконструкції центральних теплових пунктів ;

- встановлення нового потужнішого обладнання на діючих насосних станціях, регуляторів підпору на існуючих ділянках теплових мереж — ГУПЕЕ;

- виведення з експлуатації та переоснащення частини котелень із застарілими котлами, або переведення їх у режим міні-ТЕЦ, працюючих на базі когенераційних технологій, за рахунок доукомплектування газотурбінними установками і турбінами невеликої потужності (6 — 12 МВт) — ГУПЕЕ;

- проведення проектних і будівельних робіт по заміні газових мереж, які знаходяться в умовах корозійної небезпеки, проектування та будівництво станцій катодного захисту газопроводів від корозії ;

- розвиток технологій та поширення практики залучення до теплового балансу міста нетрадиційних і нових джерел енергії, зокрема, будівництво ТЕЦ на відновлювальному паливі N 1 в Деснянському районі м. Києва, яка вирішуватиме проблему утилізації побутових відходів і, водночас, задовольнятиме потреби прилеглих мікрорайонів в енергопостачанні; розробка та впровадження проекту передачі теплової енергії з філіалу "Завод «Енергія» АЕК «Київенерго» до теплових мереж міста та ін.;

- скорочення непродуктивної витрати енергоресурсів у промисловості за рахунок упровадження перспективних технічних регламентів, комп'ютерних систем цілодобового контролю за енерговикористовуючим обладнанням, повного використання тепла вихідних газів, тепла агрегатів, що охолоджуються, тепла відпрацьованої пари від пресів і молотів та ін. ;

- розроблення механізмів реструктуризації енергоємних низькорентабельних промислових виробництв ;

- продовження реалізації проекту оснащення бюджетних закладів і установ м. Києва альтернативними джерелами теплової енергії ;

- модернізація вбудованих теплових пунктів будівель міста зі встановленням сучасного теплотехнічного обладнання та систем автоматизованого регулювання, що дозволить скоротити споживання енергетичних ресурсів, водночас поліпшити комфортні температурні умови в приміщеннях будівель;

- дотримання графіка поетапного оснащення наявного житлового фонду м. Києва засобами обліку та регулювання споживання води і теплової енергії ;

- реалізація енергозберігаючих заходів (ущільнення чи заміна вікон і дверей, встановлення радіаторних рефлекторів тощо) у житлових будинках, дитячих дошкільних закладах, школах, лікарнях, адміністративних і громадських будівлях.

### Санітарна очистка міста
- реконструкція заводу «Енергія» та полігону по захороненню відходів N 5, освоєння третьої черги полігону N 6;

- будівництво ТЕЦ на відновлювальному паливі в Деснянському районі м. Києва біля ТЕЦ-6 (кошти інвесторів);

- впровадження комплексної системи санітарної очистки, яка базується на організації роздільного збирання твердих побутових відходів із подальшим їх сортуванням на спеціальних технологічних лініях, компостуванням органічної частини, брикетуванням залишку, що не піддається утилізації, та складуванням його на спеціальному полігоні;

- оновлення парку автотранспорту зі збирання та вивозу побутових відходів (у тому числі за рахунок поповнення його великовантажними сміттєвозами);

- дослідження можливостей впровадження прийнятних для міського середовища технологічних рішень щодо утилізації побутових відходів.

## Основні проблемні питання житлово-комунального господарства м. Києва
1. Незадовільне фінансування міських програм розвитку та реформування житлово-комунального господарства, програм розвитку та реконструкції водопровідного і каналізаційного господарства, програми реформування та розвитку житлового господарства, програми енергозбереження, програми оснащення наявного житлового фонду будинковими приладами обліку.
2. Відсутність міських програм «Питна вода» та розвитку міського електротранспорту, відсутність місцевої програми поводження з твердими побутовими відходами.
3. Недосконалість організаційного механізму управління галуззю. Зокрема у Києві декілька років відсутній профільний заступник міського голови з питань житлово-комунального господарства, його обов'язки розпорошені між іншими заступниками.
4. Недосконалість системи управління житлом та підприємствами житлово-комунального господарства.
5. Незабезпечення реалізації державної інвестиційної та інноваційної політики в сфері ЖКГ.
6. Незабезпечення реалізації державної політики у сфері енергозбереження, відсутнє стимулювання енергозберігаючої активності суб'єктів ЖКГ.
7. Відсутність заходів з модернізації Бортницької станції аерації, Дніпровської та Деснянської водопровідних станцій, які вкрай зношені та знаходяться в критичному стані.
8. Недосконалість тарифної політики.
9. Не відшкодовуються витрати підприємствам міста з міського бюджету по тарифах на житлово-комунальні послуги, які затверджені нижчими від розміру економічно обґрунтованих.
10. Ігнорування питання створення ОСББ та управляючих компаній.
11. Саботаж оснащення житлових будинків приладами обліку води та тепла.
12. Відсутність комплексного підходу до територіального розвитку міста обумовила поглиблення невідповідності між розвитком інженерної інфраструктури та темпами нового будівництва.
13. Негативний вплив на розвиток теплоенергетики має недостатнє впровадження у виробництво та житлово-комунальне господарство енергозберігаючих технологій, низький рівень оснащення житла приладами обліку споживання паливно-енергетичних ресурсів, особливо теплової енергії.

## Стратегічні об'єкти та підприємства житлово-комунального господарства Києва
- Бортницька станція аерації
- Водопровідне господарство ВАТ "АК «Київводоканал»
- Каналізаційне господарство ВАТ "АК «Київводоканал»
- АК «Київенерго»
- Київське комунальне об'єднання зеленого будівництва та експлуатації зелених насаджень міста «Київзеленбуд»
- Державне комунальне підприємство по охороні, утриманню та експлуатації внутрішніх водойм м. Києва «Плесо» (ДКП «Плесо»)
- Комунальне підприємство «Київпастранс»
- Комунальна науково-дослідна установа «Науково-дослідний інститут соціально-економічного розвитку міста»
- Комунальна корпорація «Київавтодор»
- Комунальне підприємство Київське міське бюро технічної інвентаризації та реєстрації права власності на об'єкти нерухомого майна 01001, Київ — 01, вул. Трьохсвятительська, 4в
- Комунальне підприємство «Бессарабський ринок»
- Комунальне підприємство «Водно-інформаційний центр»]
- Комунальне підприємство «Володимирський ринок»
- Комунальне підприємство «Головний інформаційно-обчислювальний центр» Київської міської державної адміністрації [Архівовано 14 жовтня 2007 у Wayback Machine.]
- Комунальне підприємство «Група впровадження проекту з енергозбереження в адміністративних і громадських будівлях м. Києва»
- Комунальне підприємство «Дирекція реставраційно-відновлювальних робіт»
- Комунальне підприємство «Житній ринок»
- Комунальне підприємство «Інженерний центр»
- Комунальне підприємство «Київжитлоспецексплуатація» (КП КЖСЕ) 01034, м. Київ-34, вул. Володимирська, 51-а
- Комунальне підприємство «Київський метрополітен»
- Комунальне підприємство «Київтранспарксервіс»
- Комунальне підприємство з утримання та експлуатації житлового фонду спеціального призначення «Спецжитлофонд»
- Комунальне підприємство з питань проектування «Житлоінвестпроект»
- Комунальне підприємство електромереж зовнішнього освітлення м. Києва «Київміськсвітло»
- Комунальне підприємство з експлуатації і ремонту житлового фонду «Житло-сервіс»
- Комунальне підприємство «Житлоінвестбуд — УКБ»
- Комунальне підприємство «Київдорсервіс»
- Комунальне підприємство «Київблагоустрій»
- Комунальне підприємство «Житлоінвестпроект»
- Комунальне підприємство «Київреклама»
- ВАТ «Київспецтранс» [Архівовано 13 грудня 2009 у Wayback Machine.]
- Інститут муніципального менеджменту